# .cc
.cc је највиши Интернет домен државних кодова (ccTLD) за Кокосова острва, аустралијску територију. Администриран је од стране VeriSign, преко филијалне компаније eNIC, која га уздиже на међународну регистрацију као "следећи .com".
Неко време, такође је био под управом (делимично или целокупно) компаније ClearChannel због својих радио-станица у Сједињеним Државама. Али од тада је ово нестало са интернет сцене.